# أنثوني إيلانغا
أنتوني ديفيد جونيور إيلانغا هو لاعب كرة قدم سويدي يلعب مع نادي مانشستر يونايتد الإنجليزي يلعب في مركز الجناح.